# Morphologie (Linguistik)
Die Morphologie (von altgriechisch μορφή morphé, deutsch ‚Gestalt‘, ‚Form‘, und λόγος lógos, deutsch ‚Wort‘, ‚Lehre‘, ‚Vernunft‘), auch: Morphematik oder Morphemik, ist eine linguistische Teildisziplin, deren Untersuchungsobjekt das Wort als größte und das Morphem als kleinste Einheit ist. Sie untersucht die Struktur von Wörtern, deren Aufbau und Regularitäten des Aufbaus.
Durch strukturalistisches Vorgehen (Segmentieren, Substituieren und Klassifizieren) werden die kleinsten bedeutungstragenden oder mit einer grammatischen Funktion versehenen Einheiten (Morpheme) identifiziert. Klassifiziert wird nach dem Kriterium der Bedeutung und der Unabhängigkeit.
In der traditionellen Grammatik heißt die Morphologie Formenlehre. Sie behandelt, vom Wort ausgehend, die Analyse der Flexionsformen und der Wortarten. Daneben beinhaltet sie außerdem auch die Wortbildung, deren Funktion die Bildung von abgeleiteten Sekundärstämmen aus primären oder bereits abgeleiteten Stämmen ist.

## Begriffsherkunft
Der Begriff „Morphologie“ wurde im 19. Jahrhundert von den Sprachwissenschaftlern aus einer anderen wissenschaftlichen Disziplin übernommen, um typische Wortbildungsmuster zu beschreiben. Ursprünglich stammt der Ausdruck von Johann Wolfgang von Goethe, der ihn für die Lehre von den Formen, besonders in der Botanik, eingeführt hat. August Schleicher übernahm ihn 1859 für die Sprachwissenschaft. Den Begriff „Morphem“ verwendet Leonard Bloomfield bereits in seinem Aufsatz A set of postulates for the science of language (1926): “A minimum form is a morpheme; its meaning a sememe”.

## Forschungsfelder und Forschungsinhalte
Die Morphologie ist mit ihren Analysemethoden und Begriffen ganz wesentlich durch den US-amerikanischen Strukturalismus geprägt; Bloomfield (1933) und Zellig S. Harris (1951) widmen ihr in ihren grundlegenden Werken eigene Kapitel.

### Abgrenzungsprobleme
Der Status der Morphologie hat sich immer wieder geändert, sowohl bei der Frage, welche Bereiche der Sprachbeschreibung ihr zuzurechnen sind, als auch hinsichtlich ihrer Einbettung in die Regelsysteme der verschiedenen Grammatikmodelle. Zur Abgrenzung der Morphologie von der Syntax s. den Artikel über Syntax. Der Grenzbereich zwischen Morphologie und Syntax ist die Morphosyntax und erforscht die gegenseitigen Beeinflussungen von morphologischen und syntaktischen Prozessen. Die gegenseitigen Abhängigkeiten zwischen morphologischen und phonologischen Prozessen, also Vorgängen betreffend die Sprachlaute, behandelt die Morphonologie.
Morphologie als Untersuchung der Wortstruktur generell umfasst in der Regel Wortbildung und Flexion. Einige Schulen betrachten Wortbildung aber als eigene Disziplin.
Der Unterschied zwischen Flexion und Wortbildung besteht im Wesentlichen darin, dass durch Wortbildung neue Wörter entstehen, während die Flexion die grammatischen Funktionen der Wörter im Satz zum Ausdruck bringt. So wird aus dem Substantiv „(die) Tat“ durch Wortbildung, beispielsweise durch Ableitung mit dem Präfix „un-“, das neue Wort „Untat“. Durch Flexion aber entsteht aus „Tat“ in einem Satz wie „Die Taten müssen bestraft werden“ kein neues Wort, sondern mit der Form „Taten“ wird das zusätzliche Merkmal Plural angezeigt. „Tat“ und „Untat“ sind demnach zwei verschiedene Wörter, während „Tat“ und „Taten“ zwei Formen desselben Wortes darstellen. Der gleiche Fall liegt etwa bei „schreiben“ und „beschreiben“ vor (zwei Wörter) bzw. „schreiben“ und „schreibst“ (zwei Wortformen). Flexionsmerkmale können auch mehr oder weniger bedeutungshaltig sein (etwa im Fall des Plurals).
Abgrenzungschwierigkeiten zwischen Wortbildung und Flexion können dann auftreten, wenn in Flexion und Wortbildung die gleichen grammatischen/semantischen Funktionen zum Ausdruck kommen. Im Deutschen ist das grammatikalische Geschlecht (Genus) eine solche Kategorie: Einerseits gibt es eine Genusflexion bei Artikeln, Adjektiven und Pronomen, das heißt Wörter werden je nach grammatikalischem Geschlecht unterschiedlich flektiert bzw. „der“, „die“ und „das“ sind flektierte Formen des bestimmten Artikels; andererseits existiert bei Substantiven auch eine Genusableitung: aus „Löwe“ wird durch Wortbildung mit dem Suffix „-in“ die weibliche Form „Löwin“. Der Unterschied zwischen Flexion und Wortbildung liegt darin, dass das Auftreten von Flexion auch Gegenstand grammatischer Regeln ist: Ein Artikel muss immer flektiert werden, wenn er in einem Satz verwendet wird; im Regelfall kann man aber nur wenige Substantive durch Genusableitung verändern; in jedem Fall verhalten sich diese dann aber wie eigenständige Wörter, und die Wahl geschieht rein nach der Mitteilungsabsicht.

### Morph, Allomorph und Morphem
Die Termini „Morph“, „Allomorph“ und „Morphem“ sind Bezeichnungen für die kleinsten bedeutungs- oder funktionstragenden Bestandteile eines Wortes. Als Morphe bezeichnet man die hinsichtlich ihres Typs noch nicht klassifizierten Einheiten. Beispielsweise liegen in den Wörtern „Lehr-er“, „Kind-er“ und „größ-er“ drei -er-Morphe vor. Erst nach Eruierung ihrer Funktion und Bedeutung kann man sie bestimmten Morphemen zuordnen: Das -er in „Lehrer“ wird zur Bildung des maskulinen „Nomen Agentis“ benutzt, -er in „Kinder“ zur Bildung des Plurals und -er in „größer“ zur Bildung eines Komparativs.
Haben Morphe mit unterschiedlicher Form dieselbe Funktion, handelt es sich um sogenannte Allomorphe eines bestimmten Morphems. So kodieren beispielsweise die Affixe -er in „Kinder“, -e in „Hunde“, -(e)n in Fragen, -s in „Autos“, aber auch das Nullmorphem, wie in „der/die Wagen“, an deutsche Nomen angehängt jeweils Plural; sie sind somit Allomorphe des Pluralmorphems. Haben verschiedene Morpheme dieselbe Form, so handelt es sich um einen Fall von Synkretismus.

### Regeln der Flexion und Wortbildung

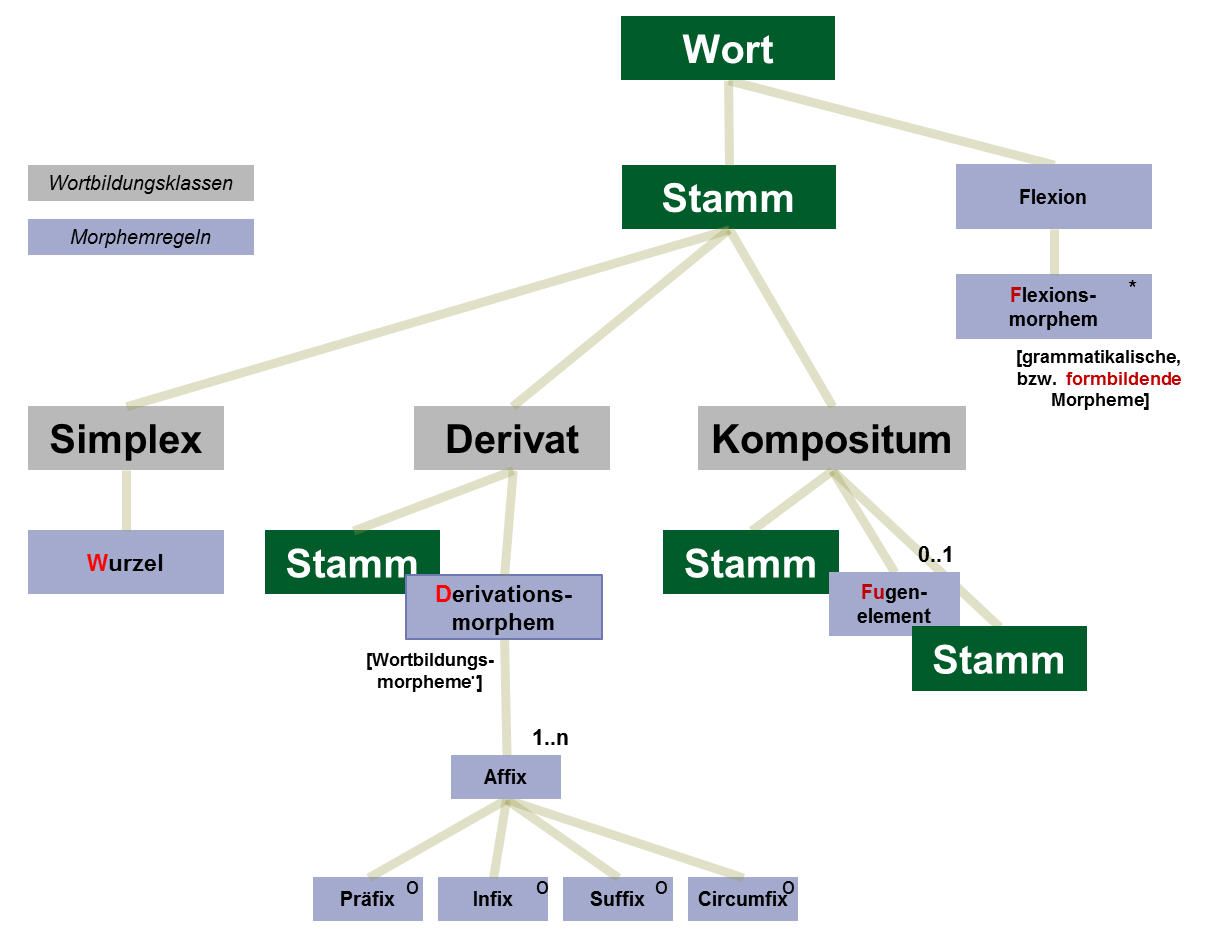
Morphematische Struktur der Wörter (Deutsch)

Es lassen sich verschiedene Verfahren oder Regeln unterscheiden, die bei der Flexion und der Wortbildung zu beobachten sind.

#### Flexion (Beugung)
Zur Flexion zählen Konjugation und Deklination. Viele Autoren zählen auch die Steigerung, Komparation, zur Flexion.
Beispiel: Ich brauche Trinkwasser.
An den Wortstamm brauch- wird e als Flexionsmorphem für die 1. Person Singular Präsens Indikativ angehängt.
In einigen Theorien wird die Flexion allerdings nicht einer separaten Ebene der Morphologie zugeordnet, sondern in das Gebiet der Syntax eingegliedert, da das Erscheinen von Flexion syntaktischen Regeln unterliegt.

#### Derivation (Wortableitung)
Derivation bezeichnet Wortbildung durch Kombination von Wortstämmen mit Affixen.
Beispiele mit Suffixen: Gesund-heit, Freund-schaft, Mann-schaft, Freundlich-keit

An den Stamm gesund wird -heit angehängt, ein Derivationsmorphem, um Adjektive in Substantive zu überführen. Bei der Bildung des Wortes Freundlichkeit wird das Affix -keit an einen bereits zusammengesetzten Stamm freund-lich angefügt.
Beispiele mit Präfixen: Auf-stand, ver-stehen

#### Komposition (Wortzusammensetzung)
Komposition bedeutet die Bildung von Wörtern aus (in der Regel) zwei Wortstämmen, die selbst komplex sein können. Die Bestandteile können also ihrerseits Komposita sein oder Derivationsprodukte.
Beispiele: Sprach-wissenschaft, Schiff-fahrt-s-gesellschaft, Schul-hof, Rot-verschiebung
Durch Kombination des Wortstamms Sprach(e) mit dem aus Derivation entstandenen Wortstamm Wissenschaft (Ableitung von Wissen, dies gebildet aus wiss+en) entsteht ein Kompositum. Im Falle des Dreifachkompositums Schifffahrtsgesellschaft ist zwischen den Bestandteilen Schifffahrt (selbst ein Kompositum) und Gesellschaft (Derivation) das Fugenelement -s- eingefügt. Ein anderes Fugenelement ist etwa -e- wie in Schwein-e-braten (vorwiegend in Deutschland, dagegen Schwein-s-braten vorwiegend in Österreich). In den Fällen Sprachwissenschaft und Schulhof entfällt das Schwa bei den Erstgliedern Sprache und Schule.

#### Kürzung
Hier unterscheidet man in:
- die Abkürzung, bei der man die Anfangsbuchstaben der einzelnen Morpheme, aus denen sich das Wort zusammensetzt, einzeln ausspricht
Beispiel: Wintersemester → WS
- das Akronym, das denselben Regeln wie die Abkürzung folgt, wobei hier jedoch ein neues phonetisches Wort entsteht
Beispiel: Deutsches Institut für Normung → DIN
- die Kürzung, bei der Wortmaterial gelöscht wird, um ein weniger kompliziertes Wort zu erstellen
Beispiel: Universität → Uni

#### Konversion
Als Konversion wird die Bildung eines neuen Worts nur durch Änderung der Wortart eines existierenden Worts oder Wortstamms bezeichnet. Konversionen sind z. B. Infinitive von Verben, die ohne Hinzufügung eines Affixes in Substantive überführt werden. Konversionen von Substantiven in Verben sind auch möglich, ebenso Konversionen von Adjektiven in Verben.
Deutsche Beispiele (Verb zu Nomen):
- denken → das Denken
- laufen → das Laufen
- schlafen → der Schlaf

Englische Beispiele (Nomen zu Verb):
- fish → to fish
- to kick → a kick
- cool → to cool

Französische Beispiele (Verb zu Nomen):
- garder → garde
- visiter → visite

Manche Linguisten betrachten die Konversion als Derivation, in der einem existierenden Wort ein Nullmorphem hinzugefügt wird (auch „Zero-Morphem“ genannt und vielfach in der Form „Ø-Morphem“ geschrieben). Die Konversion wird in diesem Zusammenhang „Null-Ableitung“ genannt. Andere Linguisten betrachten die Konversion nur als eine Änderung der Wortklasse ohne eine Änderung der Struktur.

#### Reduplikation
Ein weiteres formales Mittel der Wortbildung ist die Reduplikation oder Verdoppelung des Morphemmaterials, die komplett oder partiell sein kann. Die Reduplikation ist im Deutschen und in verwandten Sprachen relativ randständig; siehe aber Beispiele wie Schickimicki, Tam-tam oder Zickzack.
In anderen Sprachen ist die Reduplikation stärker in die Morphologie integriert. So können im Standardchinesischen Verben repupliziert werden, um einen delimitativen Aspekt auszudrücken: děng ‚warten‘ → děng deng/děng-yi-děng ‚mal warten, kurz warten‘.

#### Kontamination (Blending)
Hierbei verschmelzen zwei bestehende Wörter zu einem neuen. Die Ausgangswörter sind nicht mehr vollständig erkennbar. Beispiele: 
- Motor und Hotel → Motel
- Britain und exit → Brexit

Das entstandene neue Wort wird als Portmanteau-, Schachtel- oder Kofferwort bezeichnet.

## Morphologie und formale Sprachen
Aus Sicht der Informatik lassen sich viele morphologische Phänomene mit regulären Ausdrücken formal beschreiben, besonders wenn sie rein aus Affigierungen ohne weitere Veränderungen des Materials bestehen. Einige Phänomene allerdings, so die arabische Derivationsmorphologie, sind mit regulären Sprachen nicht zu erfassen.